# Indicatifs régionaux 303 et 720

Carte de l'État du Colorado avec ses quatre indicatifs régionaux

Les indicatifs régionaux 303 et 720 sont les indicatifs téléphoniques régionaux qui desservent le centre-nord de l'État du Colorado aux États-Unis, incluant la capitale de l'État, Denver.
Les principales villes couvertes par les indicatifs sont :
- Denver ;
- Boulder ;
- Longmont ;
- Aurora ;
- Castle Rock.

Les indicatifs régionaux 303 et 720 font partie du Plan de numérotation nord-américain.